# Мірувек
Мірувек (пол. Mirówek) — село в Польщі, у гміні Мірув Шидловецького повіту Мазовецького воєводства.
Населення — 378 осіб (2011).
У 1975-1998 роках село належало до Радомського воєводства.

## Демографія
Демографічна структура станом на 31 березня 2011 року:
|          | Загалом | Допрацездатний вік | Працездатний вік | Постпрацездатний вік |
| -------- | ------- | ------------------ | ---------------- | -------------------- |
| Чоловіки | 194     | 48                 | 128              | 18                   |
| Жінки    | 184     | 44                 | 109              | 31                   |
| Разом    | 378     | 92                 | 237              | 49                   |